# Jusuf Habibie
Bacharuddin Jusuf Habibie (født 25. juni 1936 i Pare Pare, Indonesien, død 11. september 2019) var en indonesisk politiker og ingeniør, der var Indonesiens tredje præsident i et år fra 1998 til 1999.

## Liv og virke

### Baggrund
Jusuf Habibis forældre, Alwi Abdul Jalil Habibie, en agronom af gorontalalesisk etnicitet, og R. A. Tuti Marini Puspowardojo, af javanesisk adel fra Yogjakarta, mødtes da de studerede i Bogor. Habibies familie kommer fra Kabila, en landsby i den østlige del af provinsen Gorontalo. Han var det fjerde af otte børn. Habibies far døde, da han var 14 år gammel.
Habibie var allerede i slutningen af sin ungdom bekendt af den senere præsident Suharto.[kilde mangler] I 1954 fik han et studiestipendium til Tyskland og studerede luft- og rumfartsteknik ved RWTH Aachen. Han blev diplomingeniør i 1960 og fik en doktorgrad ved samme skole i 1965 med "summa cum laude".[kilde mangler] Han arbejdede i Messerschmitt-Bölkow-Blohm og blev der en ledende ansat.[kilde mangler]

### Politiker, minister, præsident
Efter hjemkomsten i 1974 blev han i 1978 udnævnt af Suharto til minister for forskning og teknologi og igangsatte, at en række moderne teknologier blev indført i Indonesien.(tyrkisk)
Den 10. marts 1998 blev Habibie vicepræsident, og 21. maj 1998 blev han efter Suhartos afgang landets tredje præsident efter, at landet fik sin uafhængighed.

### Som præsident
Habibie igangsatte reformer, som skulle forandre det tidligere diktatur til et mere demokratisk styre.[kilde mangler] Han tillod fagforeninger, indførte demokratiske valg og løslod politiske fanger. Hans beslutning om at tillade en folkeafstemning i Øst-Timor om områdets uafhængighed kom overraskende både på de indonesiske væbnede styrker og på internationale kritikere af okkupationen af Øst-Timor, som var foregået siden 1975 og kostede livet på nær en fjerdedel af befolkningen i den tidligere portugisiske koloni.[kilde mangler]
Habibie bestemte, at man hurtigt måtte vælge mellem autonomi og fuld uafhængighed for Øst-Timor.[kilde mangler] I hans kabinet herskede der tillid til denne politik: Man fejlvurderede østtimoresernes stemning og bildte sig ind, at de ville foretrække at forblive under Indonesien.[kilde mangler]
Det indonesiske militære igangsatte trusselstiltag, til dels voldelige, i Øst-Timor forud for afstemningen. Habibie afviste internationale krav om, at en FN-styrke skulle sættes ind i Øst-Timor. Sikkerheden skulle angiveligt sikres af de indonesiske væbnede styrker.
Da det blev et klart resultat af folkeafstemningen den 30. august 1999, at stemningen var for uafhængighed, indledte de militære en gengældelsesaktion (Operasjon torden), som ødelagde meget af landet, fordrev 250.000 østtimoresere fra deres hjem, og kostede mellem 1.500 og 2.000 mennesker livet.[kilde mangler] Først da bøjede Habibie sig for det internationale pres og tillod en international fredsskabende styrke (INTERFET) at komme ind og genoprette freden. Generalmajor Peter Cosgrove fra Australien førte kommandoen over INTERFET. INTERFET havde en styrke på nær 10.000 mand, halvdelen af disse var australiere. 21 andre lande bidrog med de resterende tropper, fx Norge bidrog med seks officerer til INTERFET. Landet var dermed under FN-forvaltning, men fik sin uafhængighed i 2002.
Habibies demokratiske reformer øgede ikke hans popularitet i befolkningen, og han havde også problemer i forhold til de væbnede styrker. Hærchefen Wiranto truede to dage før Habibies beslutning om FN-styrker, at han med dette ville miste magten ved det statskup. Dette førte til, at Habibie ikke længere ønskede at stille op til genvalg som præsident. Den 20. oktober blev han efterfulgt af Abdurrahman Wahid som præsident, og denne fortsatte og videreudviklet demokratiprocessen.
Habibie døde på militærsygehuset Gatot Subroto i Jakarta den 11. september 2019.